# 협업 도구
협업 도구, 콜라보레이션 툴(collaboration tool), 협업툴은 사람들이 협업을 할 수 있도록 도와주는 도구이다. 협업 도구는 둘 이상의 사람이 공통된 목표나 목적을 완수할 수 있도록 지원하는 것이 목적이다. 협업 도구는 종이, 플립 차트, 포스트잇 노트, 화이트보드와 같은 비기술적인 천연 기반 재료에 속할 수 있다. 협업 소프트웨어와 같은 소프트웨어 도구나 응용 프로그램을 포함할 수도 있다.

## 웹 2.0 이전의 협업 도구
업무를 위해 컴퓨터를 이용한다는 최초의 개념은 1945년 버니바 부시가 자신의 기사 "As We May Think" 속에 그가 이름을 붙인 메멕스라는 이름의 시스템에서 자신의 생각을 공유하였다. 책, 레코드, 개개인의 소통을 저장하는 시스템을 언제든지 이용이 가능하다는 것이다. 이 단계에서 그는 "기억의 확장된 보충물"로 불렀다.

## 같이 보기
- 협업 소프트웨어